# 인동장문 충효각
인동장문 충효각은 충청북도 청주시 청원구에 있다. 2015년 4월 17일 청주시의 향토유적 제134호로 지정되었다.

## 개요
인동장씨 장경달의 충절과 장문창, 장순급의 효행을 기리기 위해 세운 정려각이다.